# Digitalni detektor faze
Digitalni detektor faze je fazni detektor koji je pogodan za kvadratni talas signala može biti napravljen od ekskluzivnog - ili (XOR) logičkog kola. Kada su dva signala u fazi, izlaz XOR kapija će imati konstantan nivo nule . Kada se dva signala razlikuju u fazi od 1°, izlaz XOR kapija će biti visoka za 1/180 dio svakog ciklusa - deo ciklusa tokom kojih se dva signala razlikuju u vrednosti . Kada su signali razlikuju za 180° - to jest, jedan signal je visok kada je drugi nizak, i obrnuto - izlaz XOR kapija ostaje visok tokom svakog ciklusa .
XOR detektor se poredi dobro sa analognim mikserom u kom se zaključava blizu 90° fazne razlike i ima izlazni kvadratni talas na dvostruko vecoj referentnoj frekvenciji . Kvadratni talas mijenja dužnosti ciklusa u odnosu na nastale fazne razlike. Napon izlaza XOR gejta se pomoću niskopropusnog filtra pretvara u analogni napon koji je proporcionalan faznoj razlici između dva signala. To zahteva unose koji su simetrični kvadratnim talasima ili približno simetricni. Ostaci njegovih karakteristika su veoma slični sa analognim mikserom za snimanje dometa, zaključavanja vreme, referentne lažne i niskopropusne filter potražnje.
Digitalni fazni detektori mogu se bazirati na osnovu pumpe za punjenje, ili logičkog kolo koje se sastoji od flip-flopova ( vidi sliku ). Kada se fazni detektor koji se zasniva na logičkim kolima koristi u PLL, on brzo može naterati VCO da se sinhronizuje sa ulaznim signalom, čak i kada se frekvencija ulaznog signala znatno razlikuje od prvobitne frekvencije VCO-a. Takvi detektori faza takođe imaju i druge poželjne osobine, kao što su veća tačnost kada postoje samo male fazne razlike između dva signala koji se porede. To je zato što digitalni fazni detektor ima skoro beskonačan pull-in opseg u odnosu na XOR detektor.